# Artemisinine

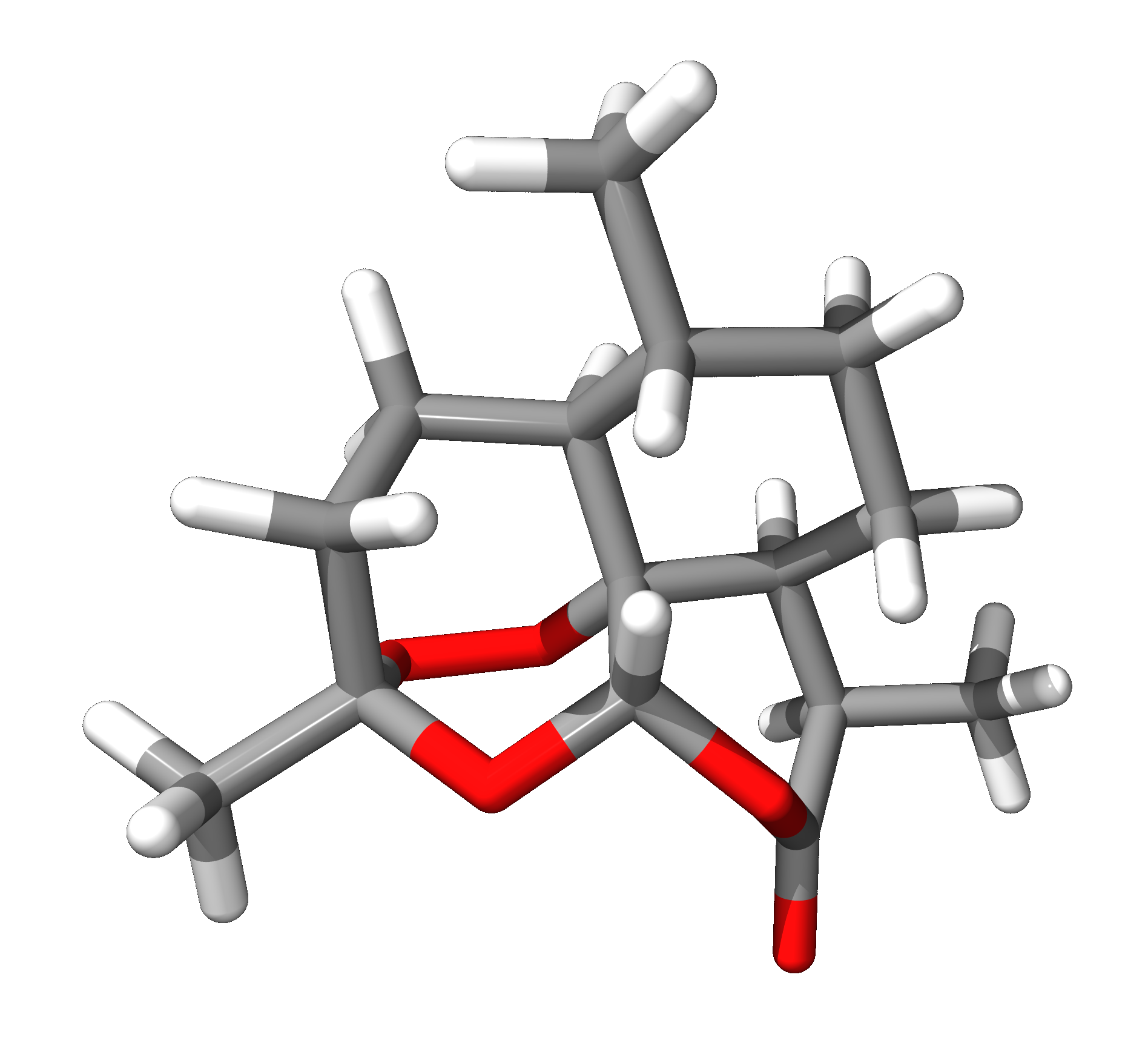
Artemisinine (S)

Artemisinine is een in 1972 in China ontdekte stof die werkt als geneesmiddel tegen malaria. De verbinding (een sesquiterpeenlacton) wordt gewonnen uit de plant zomeralsem (Artemisia annua), al lang bekend in de traditionele Chinese kruidengeneeskunde. Niet alle exemplaren van deze plant bevatten de stof. Artemisinine kan via een fotochemische reactie ook worden gesynthetiseerd uit artemisinezuur, waarvan de concentratie in de plant tien maal zo hoog is als van artemisinine. Artemisinezuur kan ook door genetische modificatie worden geproduceerd in gistcellen. Het biotechbedrijf Amyris heeft met behulp van een kickstart van de Bill & Melinda Gates Foundation dit medicijn ontwikkeld en 120 miljoen malariabehandelingen met artemisinine gratis ter beschikking gesteld aan OneWorld Health.
De Wageningen Universiteit is bezig om het Artemisinine-gen uit Artemisia annua te isoleren en in te planten in Cichorei. Hierdoor verachtvoudigt de productie van Artemisinine van 7 naar 56 kg/ha. Ook dat zal de beschikbaarheid van artemisinine aanzienlijk verbeteren. De prijs zal daarnaast naar verwachting zakken van 4-10 dollar per medicatie naar 50 dollarcent.
De Wereldgezondheidsorganisatie heeft al een oproep gedaan het gebruik van de verbinding als enkelvoudig geneesmiddel te verbieden, omdat dit de zekerste manier is om snel resistentie op te wekken bij de malariaparasiet. De kans hierop is veel kleiner bij combinatiebehandelingen met twee of meer middelen.
In West-Cambodja zijn inmiddels parasieten gevonden die resistentie aan het opbouwen zijn tegen artemisinine. Terwijl het bij niet-resistente parasieten 2 à 3 dagen duurt voordat de parasiet uit het bloed verdwenen is, duurt dit bij parasieten in muggen die in Cambodja zijn gevonden 4 à 5 dagen, wat erop wijst dat er resistentie aan het ontstaan is.
In oktober 2015 werd de Nobelprijs voor de Geneeskunde mede toegekend aan Youyou Tu voor haar werk aan artemisinine. Door zorgvuldig oude geschriften te bestuderen kwamen zij en haar team het werkzame bestanddeel van de zomeralsem op het spoor en ook de manier om het koud uit de plant te extraheren.